# Piz a Spescha
Der Piz a Spescha ist ein 3108 Meter hoher Gipfel in den Adula-Alpen in der Schweiz. Er liegt in der Gemeinde Medel Lucmagn im Kanton Graubünden. Seinen Namen erhielt er im 19. Jahrhundert zur Erinnerung an den Disentiser Benediktiner und Naturforscher Placidus a Spescha (1752–1833), der mehrere Gipfel in der Region – darunter den benachbarten Piz Cristallina (3127 m ü. M.) – als Erster bestiegen hatte.

## Geografie
Der Piz a Spescha ist der westliche Abschluss der Piz-Medel-Gruppe. Nach Osten erstreckt sich das Gletscherplateau des Bergstocks mit dem Medelsergletscher. Nach Südwesten fällt der Berg steil in das Val Cristallina ab, nach Nordwesten weniger direkt zum Val Medel.
Der Gipfel ist nach dem Piz Cristallina (3127 m ü. M.), dessen Westgipfel früher auch Piz Puzzetta oder Piz Pozata hiess, der zweithöchste Gipfel im westlichen Teil der Piz-Medel-Gruppe. Er liegt 2,5 Kilometer westsüdwestlich vom dominierenden Berg Piz Medel (3210 m ü. M.). Östlich vom Piz a Spescha erstreckt sich eine Reihe von Dreitausendern über acht Kilometer weit bis zum Piz Greina (3123 m ü. M.).
Mit dem Piz Cristallina im Südosten ist der Piz a Spescha über einen rund 300 Meter langen Grat verbunden, der 92 Meter zum Sattel der Fuorcla Puzzetta (3036 m ü. M.) absinkt und von dort zum Piz Cristallina aufsteigt. Am Piz a Spescha verzweigt sich der Grat einerseits in die nördliche Gratkette mit dem Piz dalla Siala (3022 m ü. M.) und den Crunas und andererseits in den Westgrat, der zum Piz Pian (2985 m ü. M.), zum Piz Starlera (2712 m ü. M.) und weiter gegen Nordwesten zur Höhe La Muota (2339 m ü. M.) verläuft.
Oberhalb der Siedlungen Acla und Fuorns im Medelsertal ist der Berg der höchste Punkt am Talschluss über der Alp Puzzetta Sura.

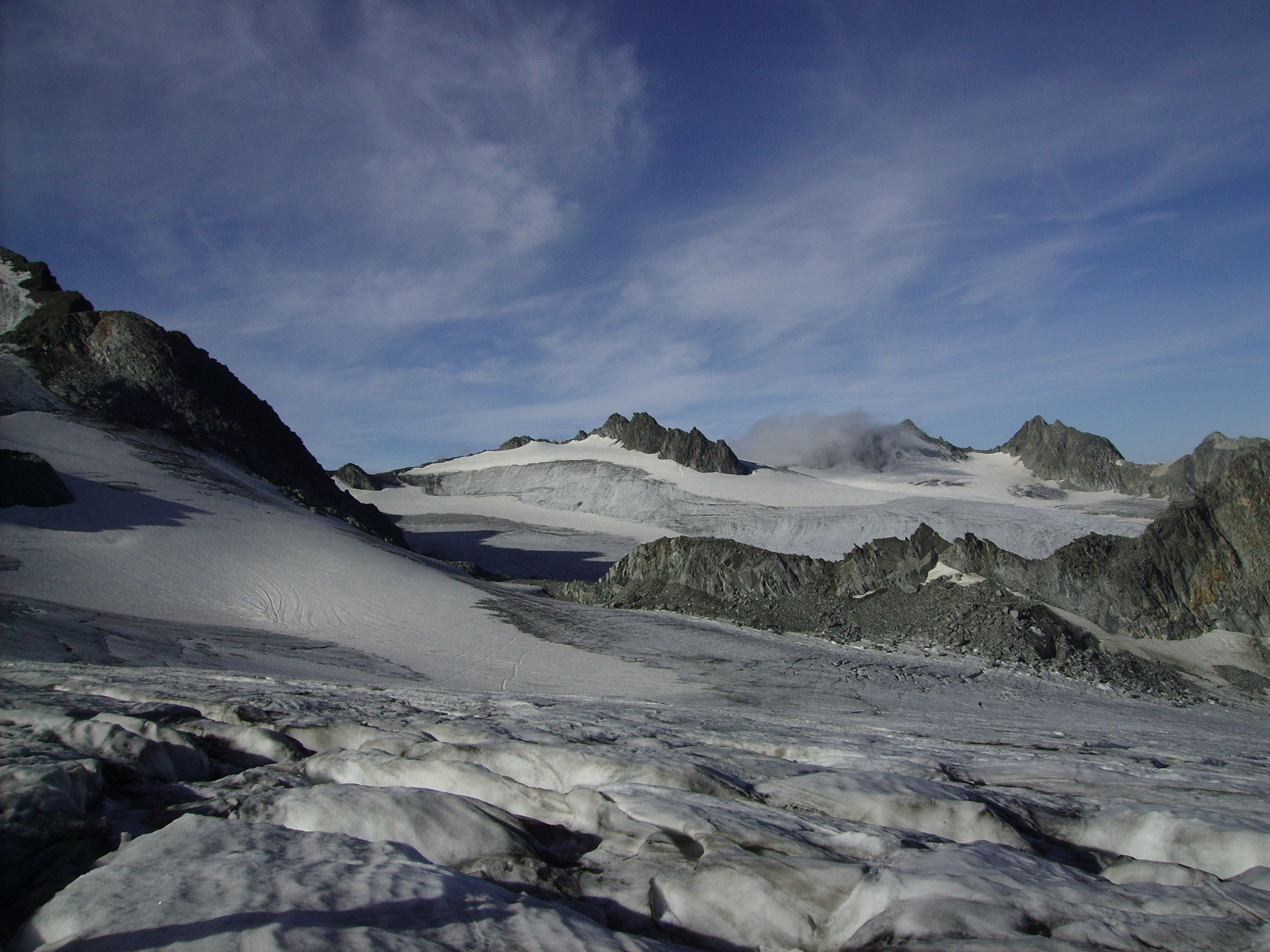
Piz a Spescha (rechts oben) von Nordosten über dem Medelsergletscher gesehen

Auf allen drei Seiten des Piz a Spescha befinden sich Gletscher in den Hochtälern. Östlich der Bergkette Piz a Spescha–Piz dalla Siala liegt der Glatscher Davos la Buora, der westliche Abschnitt des Medelsergletschers, westlich davon der Puzzettagletscher, der früher Glatscher dellas Crunas hiess, und im Südwesten unter dem Piz a Spescha, der Fuorcla Puzzetta und dem Piz Cristallina der kleine Rest eines weiteren Gletscherfelds. Noch im frühen 20. Jahrhundert lag die Oberfläche der Gletscher so hoch, dass der Nordgrat des Piz a Spescha teilweise unter dem Eis lag.
Die Wildbäche am Südwesthang des Piz a Spescha stürzen steil zum Rein da Cristallina hinab, während die Gletscherbäche im Norden und Nordwesten (Rein da Fuorns, Aua da Rusas) durch das Gebiet der Puzzetta-Alpen fliessen und bei Fuorns auf ca. 1450 m ü. M. in den Medelserrhein münden.